# Water (utwór muzyczny Elicy Todorowej i Stojana Jankułowa)
Water (bułg. Вода) – utwór bułgarskiego perkusjonalisty Stojana Jankułowa i piosenkarki Elicy Todorowej napisany przez duet oraz wydany w formie singla w 2007. Piosenka zawiera tekst w języku bułgarskim.
Do utworu nakręcono teledysk promocyjny, który został wyreżyserowany przez bułgarskiego twórcę Walerija Milewa. 

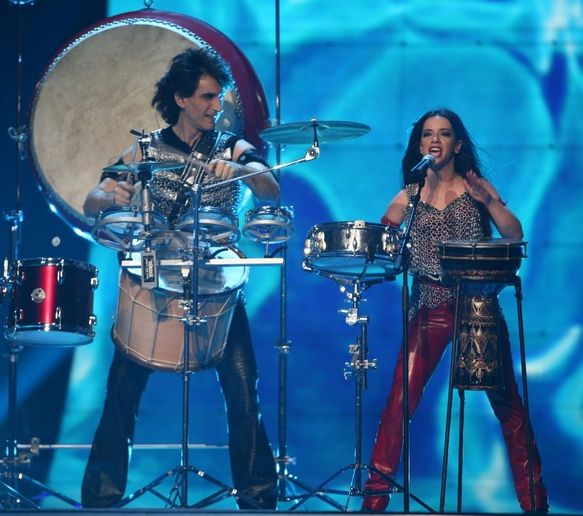
Elica Todorowa i Stojan Jankułow w finale 52. Konkursu Piosenki Eurowizji

W 2007 utwór reprezentował Bułgarię podczas 52. Konkursu Piosenki Eurowizji, wygrywając w finale programu Pesen na Ewrovizija 2007. Zdobył w nim największą liczbę 31 376 głosów od telewidzów. Piosenka zdobyła ponad 25 tys. głosów więcej niż zdobywca drugiego miejsca, tj. utwór „Fool for You” duetu KariZma. 10 maja utwór został wykonany przez Todorową i Jankułowa jako pierwszy w kolejności w półfinale Eurowizji 2007 organizowanej w Helsinkach. Zdobył 146 punktów i z szóstego miejsca awansował do sobotniego finału, w którym zajął piąte miejsce z 157 punktami na koncie, w tym maksymalną notą (12 punktów) z Grecji. Zajął wówczas najwyższe miejsce w historii udziałów Bułgarii w konkursie.

## Lista utworów
CD single
1. „Water”

- Teledysk do „Water”